# Francis Leo
Francis Leo (Montréal, 30 giugno 1971) è un cardinale e arcivescovo cattolico canadese, dall'11 febbraio 2023 arcivescovo metropolita di Toronto. È stato creato cardinale il 7 dicembre 2024 da papa Francesco.

## Biografia
Francis ("Frank") Leo è nato a Montréal il 30 giugno 1971 da genitori immigrati italiani: la madre era di San Martino Valle Caudina (AV) e il padre era originario di Belvedere Marittimo nel tirreno cosentino. 

### Formazione e ministero sacerdotale
All'età di 19 anni è entrato nel seminario di Montréal, dove è stato ordinato presbitero il 14 dicembre 1996 e incardinato nell'arcidiocesi di Montréal.
Nel 2006 ha iniziato la sua preparazione al servizio diplomatico presso la Pontificia accademia ecclesiastica. Nel 2008 ha iniziato a lavorare presso la nunziatura apostolica in Australia e successivamente è stato impiegato della missione diplomatica a Hong Kong.
Nel gennaio 2012 è stato nominato cappellano di Sua Santità da papa Benedetto XVI, che gli ha conferito il titolo di monsignore.
Nel 2013 ha fondato la Canadian Mariological Society e ne è diventato il primo direttore.
Dal 2015 al 2021 è stato segretario generale della Conferenza Episcopale Canadese ed insieme agli altri membri è stato ricevuto annualmente in udienza papale il 3 dicembre 2015, il 10 novembre 2016, il 9 dicembre 2017, il 6 dicembre 2018, il 12 dicembre 2019 e il 9 dicembre 2021.
Ha insegnato a Montréal, Canberra, Dayton e Ottawa. Linguisticamente parla inglese, francese, italiano e spagnolo.

### Ministero episcopale
Il 16 luglio 2022 è stato nominato vescovo ausiliare di Montréal con l'assegnazione della sede titolare di Tamada. Ha ricevuto l'ordinazione episcopale il 12 settembre successivo dall'arcivescovo metropolita di Montréal, l'arcivescovo Christian Lépine, co-consacranti il vescovo di Timmins Serge Patrick Poitras e il vescovo di Hamilton David Douglas Crosby.
L'11 febbraio 2023 papa Francesco lo ha trasferito all'ufficio di arcivescovo metropolita di Toronto, succedendo al cardinale Thomas Christopher Collins, dimessosi per raggiunti limiti di età. Le sue prime parole alla notizia della nomina sono state: 
Ha preso possesso dell'arcidiocesi il 25 marzo successivo, mentre il 29 giugno ha ricevuto il pallio dal Santo Padre durante la cerimonia svoltasi in piazza san Pietro a Roma, che gli è stato imposto il successivo 29 settembre successivo nella cattedrale di San Michele a Toronto, dal nunzio apostolico in Canada Ivan Jurkovič.
Il 18 settembre 2023 è stato nominato gran priore per il Canada-Toronto dell'Ordine equestre del Santo Sepolcro di Gerusalemme, dal gran maestro cardinale Fernando Filoni.
Il 6 ottobre 2024, al termine della preghiera dell'Angelus, papa Francesco ne ha annunciato la creazione a cardinale nel concistoro del 7 dicembre 2024, durante il quale ha ricevuto il titolo di Santa Maria della Salute a Primavalle.
Il 7 e 8 maggio 2025 ha partecipato come cardinale elettore al conclave che ha portato all'elezione di papa Leone XIV.
Dall'11 gennaio 2025 è membro del Dicastero per i testi legislativi. Il 3 luglio 2025 viene nominato membro del Dicastero per il Dialogo Interreligioso.

## Stemma e motto

### Blasonatura
Quadrilobi in oro e azzurro: nel 1° al pellicano con la sua naturale pietà; nel 2° alla stella (7) in argento; nel 3° alla barca col vento in poppa in oro, che galleggia su due burette d'argento; nel 4° al leone rampante in rosso.
Scudo inglese con croce processionale d'oro "trilobata", con cinque gemme rosse per indicare le Cinque Piaghe di Cristo. 

### Interpretazione
In alto a sinistra si trova uno dei simboli cristologici ed eucaristici più diffusi nell'iconografia cristiana: il pellicano raffigurato mentre apre la propria carne con il becco per nutrire i suoi piccoli con il sangue che ne sgorga. Questo simbolo si riferisce a Cristo stesso come al "Pie pellicane", che ha versato il proprio sangue per tutta l'umanità e di come continua a nutrirci con la propria carne e il proprio sangue nella Santa Messa.
In alto a destra si trova una stella a sette punte ed è il tradizionale simbolo mariano per eccellenza. Si riferisce all'invocazione della Vergine Maria come Stella del Mattino "Stella matutina" che si trova nelle Litanie di Loreto. La stella del mattino è un segno del giorno a venire, che precede il sorgere del sole. La stella è in argento, un colore che raffigura una serie di attributi celesti, personificati nella purezza, misericordia e amore della Madonna. Alla sua materna mediazione e intercessione il vescovo Leo affida la sua vita, la sua vocazione e il nuovo ministero pastorale.
In basso a destra c'è una barca che galleggia sulle onde e naviga tra le tempeste. Questo è un riferimento alla Chiesa cattolica fondata da Gesù Cristo, la barca di San Pietro. È un antico simbolo cristiano e ricorda le lotte che la Chiesa sopporta, sballottata da venti impetuosi, tra tempeste sui tanti mari agitati di oscurità e persecuzione, ma rimanendo ferma sulla sua rotta e missione di portare al porto della salvezza tutti i viaggiatori. Biblicamente, l'immagine trova le sue origini nell'arca di Noè nel diluvio e più chiaramente nella scena evangelica di Gesù che protegge la barca di San Pietro con lui e gli altri apostoli in mezzo al mare in tempesta di Galilea. 
La raffigurazione di un leone si trova in basso a destra e vuole richiamare il cognome del vescovo, Leo, che in latino significa leone. Il leone è raffigurato rampante, cioè sulle zampe posteriori, con la testa di profilo. Biblicamente, il leone è simbolo di coraggio, potenza e forza, la vittoria di Dio. Il leone è l'emblema della dignità, di un sovrano potente e senza paura, di maestà ed è anche un'immagine di Cristo, il Re dei re. Il leone è di colore rosso, colore del sangue e anche della carità, a ricordo dell'amore ardente e infinito del Padre che ci ha inviato il suo Figlio Unigenito e che ha versato il suo sangue per la nostra redenzione e per il perdono dei peccati. Significa anche che la virtù della carità è chiave e parte integrante dello zelo pastorale del nuovo Vescovo, come successore dei dodici Apostoli di Gesù Cristo.
Il blu è il colore che simboleggia l'incorruttibilità della volta celeste, degli ideali che salgono verso l'alto e rappresenta il distacco dal terreno e dal transito, e l'ascesa dell'anima verso Dio. Il colore oro, primo tra i metalli “nobili” (quelli resistenti alla corrosione), è simbolo della prima virtù: la fede. Perché è attraverso la fede che possiamo comprendere appieno l'amore e la salvezza che l'eterno e amorevole Padre offre a tutti noi, suoi amati figli in Cristo Gesù.

### Motto
Per il proprio motto episcopale ha adottato la locuzione latina Quodcumque dixerit facite (in italiano: "Fate quello che vi dirà") - parole tratte dal Vangelo secondo san Giovanni, con le quali l'evangelista illustra l'episodio noto come "le nozze di Cana", dove è avvenuto il primo miracolo compiuto da Gesù su richiesta della Beata Vergine Maria, un dettaglio fondamentale che sottolinea l'importanza della Madonna nella vita e nel ministero di Cristo stesso. Il motto sottolinea il ruolo di intercessore della Vergine Madre per le necessità dei discepoli di Cristo.
Inoltre, i due elementi che costituiscono una parte preminente in questo episodio sono l'acqua e il vino, che hanno innumerevoli riferimenti biblici: simboli dei Sacramenti. L'acqua è intesa come fonte della vita, sin dalla creazione del mondo, il vino simboleggia la verità della transustanziazione e di come questo elemento diventi, sull'altare durante la celebrazione eucaristica, Preziosissimo Sangue di Cristo.

## Genealogia episcopale
La genealogia episcopale è:
- Cardinale Scipione Rebiba
- Cardinale Giulio Antonio Santori
- Cardinale Girolamo Bernerio, O.P.
- Arcivescovo Galeazzo Sanvitale
- Cardinale Ludovico Ludovisi
- Cardinale Luigi Caetani
- Cardinale Ulderico Carpegna
- Cardinale Paluzzo Paluzzi Altieri degli Albertoni
- Papa Benedetto XIII
- Papa Benedetto XIV
- Cardinale Enrico Enriquez
- Arcivescovo Manuel Quintano Bonifaz
- Cardinale Buenaventura Córdoba Espinosa de la Cerda
- Cardinale Giuseppe Maria Doria Pamphilj
- Papa Pio VIII
- Papa Pio IX
- Cardinale Alessandro Franchi
- Cardinale Giovanni Simeoni
- Cardinale Antonio Agliardi
- Cardinale Basilio Pompilj
- Cardinale Adeodato Piazza, O.C.D.
- Cardinale Paul-Émile Léger, P.S.S.
- Cardinale Paul Grégoire
- Cardinale Jean-Claude Turcotte
- Arcivescovo Christian Lépine
- Cardinale Francis Leo